# Ethel Waters
Ethel Waters (født 31. oktober 1896, død 1. september 1977) var en amerikansk sanger og skuespiller.

## Opvækst
Ethel Waters tilhørte de mest populære sorte kunstnere i 1920'erne og 1930'erne, men havde en hård baggrund. Hun blev født som følge af voldtægt af en tolv årig pige og voksede op under vanskelige og omgående forhold i Philadelphia.

## Karriere
Efter turnering som sanger og danser i Vaudeville etablerede hun sig i New York i 1919. Hun debuterede i 1921 på den lille label Cardinal, men snart skiftede til den mere berømte Black Swan, hvor hun ofte var ledsaget af Fletcher Hendersons orkester. Arkene var så store salgssucceser, at selv nogle rent instrumentale optagelser med Hendersons orkester blev udgivet under navnet Ethel Waters' Jazz Masters!
Waters tidlige repertoire bevægede hovedsageligt i blues, men i løbet af 1920'erne årene udviklede hun gradvist mod en bredere repertoire af jazz og populærmusik. Ud over sine optagelser optrådte hun også i forskellige shows og film, herunder Check and double check, hvor hun optrådte sammen med Duke Ellingtons orkester. Dette gjorde også Waters virkeligheden på den berømte Cotton Club i Harlem, og her introducerede hun Harold Arls klassiske melodi Stormy weather. Hun var også den første sorte kunstner til at udføre i landsdækkende radiosendinger.
I 1940'erne og 1950'erne investerede Waters mere i film- og teaterforestillinger end på den rene vokalkarriere. Hun var en stor succes på Broadway og blev nomineret til en Oscar for bedste kvindelige birolle i filmen Pinky 1949. I slutningen af 1950'erne, kom hun til at have en stærkere religiøs engagement og turnerede med gospelprædikanten Billy Graham.